# Rindera graeca
Rindera graeca är en strävbladig växtart som först beskrevs av A. Dc., och fick sitt nu gällande namn av Pierre Edmond Boissier och Heldr. Rindera graeca ingår i släktet Rindera och familjen strävbladiga växter. Inga underarter finns listade i Catalogue of Life.